# Liga I (piłka nożna kobiet)
Superliga română – najwyższa w hierarchii klasa kobiecych ligowych rozgrywek piłkarskich w Rumunii, organizowana corocznie przez Federația Română de Fotbal. Zwycięzca rozgrywek zostaje mistrzem Rumunii i zyskuje kwalifikację do Ligi Mistrzyń.

## System rozgrywek
Początkowo wszystkie kobiece kluby piłkarskie z Rumunii grały w jednej lidze (Liga I Feminin), od sezonu 2011/2012 podzielone są na grupy według rozmieszczenia geograficznego. Od sezonu 2012/2013 liga rozgrywana jest w systemie kołowym mecz-rewanż pomiędzy ośmioma drużynami. Podzielona na dwie rundy – zasadniczą oraz finałową, w której 4 najlepsze zespoły z rundy zasadniczej rywalizowały o mistrzostwo, a 4 najsłabsze o uniknięcie spadku do niższej klasy rozgrywkowej, czyli Liga I Feminin. Od 2016/2017 w rozgrywkach o mistrzostwo Rumunii uczestniczy 10 zespołów, bez rundy finałowej. 

## Triumfatorzy
Najwięcej tytułów mistrzowskich – 7 – zdobyły dwa kluby z Kluż-Napoka; CFF Clujana w latach 2003–2009 i CFF Olimpia Cluj w latach 2011–2017. Czterokrotnie tryumfował Fartec Brașov występujący również pod nazwą ICIM Brașov. Zespół z Braszowa był pierwszym tryumfatorem tych rozgrywek w roku 1991. W latach 1996–1998 trzy razy z rzędu zwyciężyła drużyna Motorul Oradea, także pod nazwą Interindustrial Oradea. Po dwakroć po tytuł mistrzowski sięgały kluby Conpet Ploiești i Regal București, a jednokrotnie CFR Craiova i FCM Târgu Mureș.
Lista tryumfatorów mistrzostw Rumunii w piłce nożnej kobiet; do sezonu 2012/13 Liga I, obecnie Superliga română.

- 1990/91: ICIM Brașov
- 1991/92: CFR Craiova
- 1992/93: ICIM Brașov
- 1993/94: Fartec Brașov
- 1994/95: Fartec Brașov
- 1995/96: Interindustrial Oradea
- 1996/97: Motorul Oradea
- 1997/98: Motorul Oradea
- 1998/99: Conpet Ploiești
- 1999/00: Conpet Ploiești
- 2000/01: Regal București
- 2001/02: Regal București
- 2002/03: CFF Clujana
- 2003/04: CFF Clujana
- 2004/05: CFF Clujana
- 2005/06: CFF Clujana
- 2006/07: CFF Clujana
- 2007/08: CFF Clujana
- 2008/09: CFF Clujana
- 2009/10: FCM Târgu Mureș
- 2010/11: Olimpia Cluj
- 2011/12: Olimpia Cluj
- 2012/13: Olimpia Cluj
- 2013/14: Olimpia Cluj
- 2014/15: Olimpia Cluj
- 2015/16: Olimpia Cluj
- 2016/17: Olimpia Cluj
- 2017/18: sezon trwa

### Statystyki
| Tytuły mistrzowskie | Klub                                    |
| ------------------- | --------------------------------------- |
| 7                   | CFF Clujana                             |
| 7                   | CFF Olimpia Cluj                        |
| 4                   | Fartec Brașov / ICIM Brașov             |
| 3                   | Motorul Oradea / Interindustrial Oradea |
| 2                   | Conpet Ploiești Regal București         |
| 1                   | CFR Craiova FCM Târgu Mureș             |